# Par (Cornwall)
Par (kornisch: An Porth, „Hafen“ oder „Bucht“) ist ein Dorf und Fischereihafen an der Südküste von Cornwall. Es liegt in der Gemeinde Tywardreath and Par, während West Par und die Hafenanlagen zur Gemeinde St Blazey gehören. Beim Census 2012 hatte es rund 1600 Einwohner.

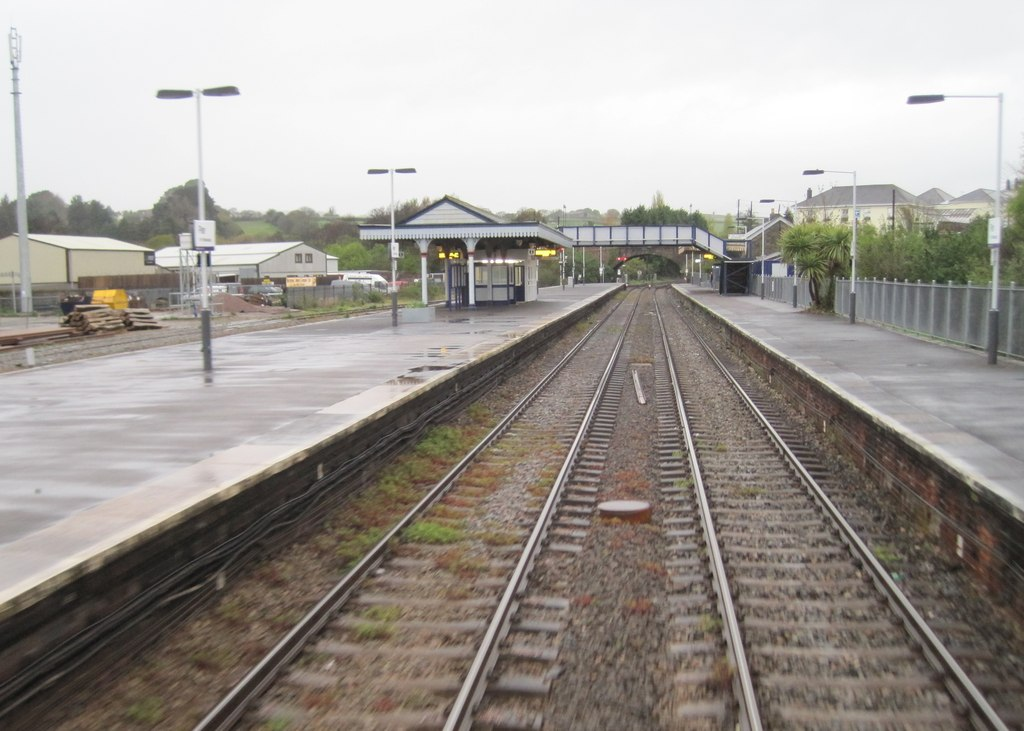
Bahnhof von Par

## Geschichte
Par entwickelte sich im 19. Jahrhundert, als der Hafen ausgebaut wurde, um den Transport von Kupfererz und anderen Mineralien aus der Umgebung zu erleichtern. Später wurde Kaolin (China Clay) zum wichtigsten Exportgut.

## Sehenswürdigkeiten
- Par Harbour: Historischer Hafen, der einst für den Export von Mineralien genutzt wurde.[2]
- Par Sands Beach: Ein Sandstrand südlich des Dorfes mit einem großen Ferienpark.[3]Par Docks

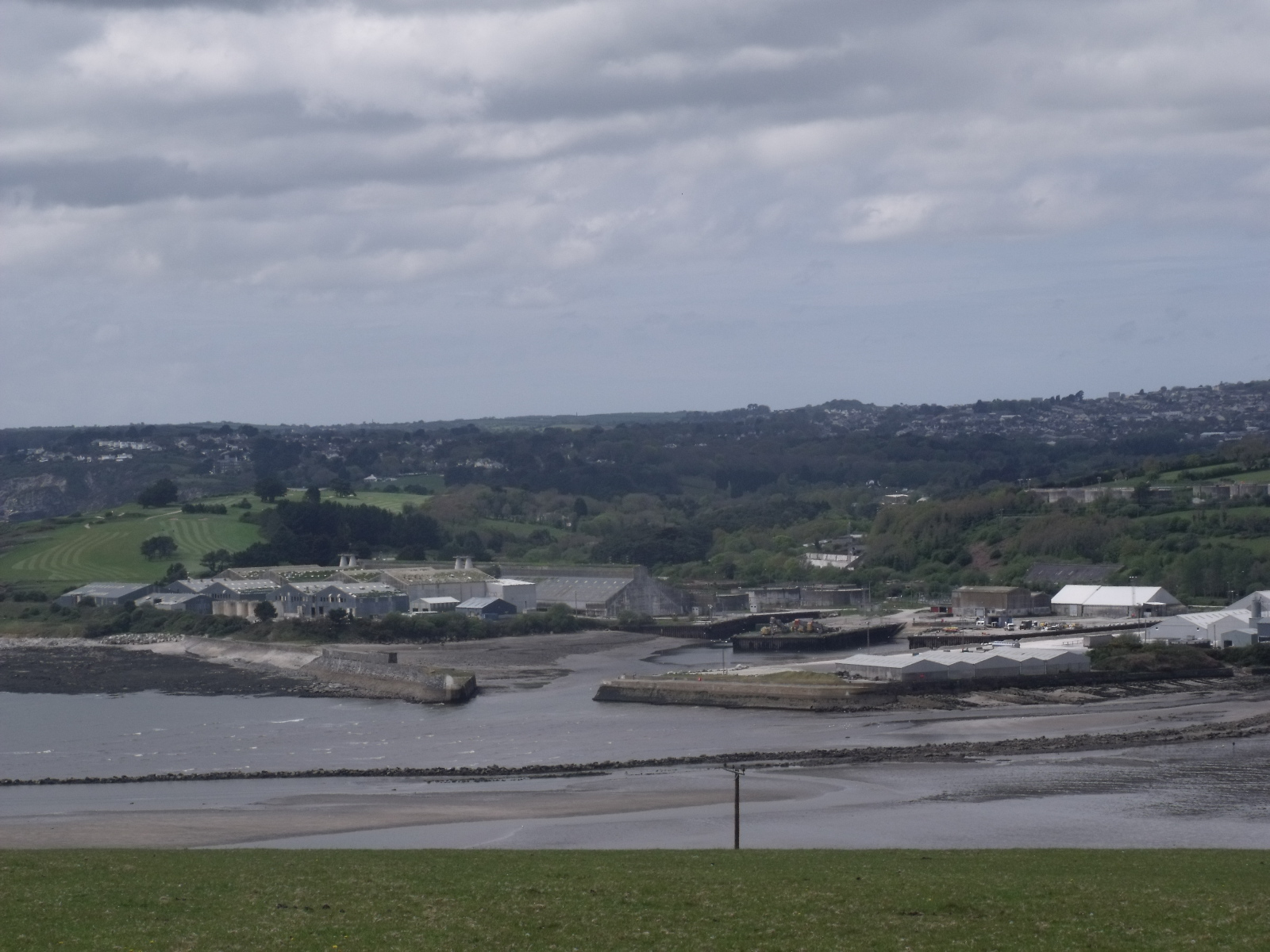
Par Docks

- St Mary the Virgin Church: Eine anglikanische Kirche aus dem Jahr 1849, erbaut aus lokalem Biscovey-Schiefer. Sie ist die erste Kirche, die George Edmund Street erbaute.[4]

## Infrastruktur
Par liegt etwa 6 km östlich von St Austell und verfügt über eine Post, Geschäfte und einen Pub. Die Straßenführung im Dorf bildet ein Einbahnstraßensystem.

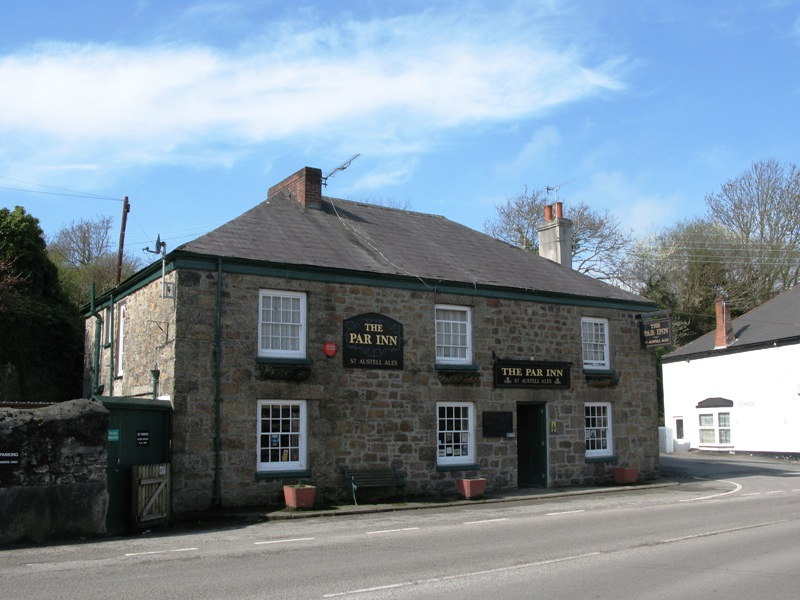
The Par Inn